# 久遠之絆
《久遠之絆》(久遠の絆)是一款在PlayStation遊戲機上運行、於1998年12月3日發售的日本戀愛美少女遊戲。本遊戲由FOG製作發售。2000年5月18日發售Dreamcast版《久遠之絆～再臨詔～》，其修正了錯字、脫漏字，並追加了新劇本。而PS2版則於2002年7月18日發售。2009年12月31日，Xuse發表預定於2011年5月27日發售成人遊戲版並於2011年7月1日發售和2011年12月22日發售全語音版《久遠之絆～再臨詔～ Full Voice》。2011年11月17日由GN Software發售PlayStation Portable版《久遠之絆～再臨詔～ -Portable-》。

## 概要
本遊戲講述從平安時代起，男女主角們千年間經由輪迴或轉世而不斷上演的悲戀故事。劇本主要是以現代為中心，穿插著第一章平安時代、第二章江戶時代中期元祿年間、第三章江戶時代幕末之全3章劇本，相較之下第一章劇本異常的長。又基於活絡小説般氣氛之考量，勇於不起用聲優。
作品對日本神話、陰陽道、秘教、神秘學、平安時代、新選組等知識多有涉獵，引用古典古籍甚多，世界觀龐大是其特色。在《USED GAME》雜誌中被稱作「有別於一般美少女遊戲之硬派作品」。

## 登場人物
平安編皇紀一六零一年
- 安倍鷹久
- 螢
- 賀茂桐子
- 泰子
- 安倍晴明
- 賀茂光榮
- 藤原道綱
- 蘆屋道満
- 賀茂保憲
- 惟常
- 造麻呂
- 桂
- 帝（朱雀天皇？）

元禄編皇紀二三一九年
- 池田真之介
- 綾
- 秋葉菊乃
- 秋葉石洲齋
- 藤井劉也
- 安西春狛
- 伊勢屋喜兵衛
- 池田加代

幕末編皇紀二五二四年
- 葛城信吾
- 澪
- 葛城鈴
- 観樹
- 海藤大騎
- 切人
- 沖田總司
- 加藤定吉

現代編皇紀二六五八年
- 御門武
- 高原万葉
- 斎栞
- 常磐沙夜
- 天野聰子
- 有坂汰一
- 杵築悠利
- 芦屋幹久
- 吉川繪里
- 高杉響子
- 斎節子
- 白井
- 渡邊
- 深澤
- 篠塚
- 柳瀬
- 田之倉

全時代
- 伊邪那美命
- 皇命（英靈、武烈天皇為止之天叢雲剣持有者）
- 太祖（八岐大蛇）
- 樟葉（葛之葉）
- 安倍保名

## 製作群
- 監製：加藤直樹
- 企劃：小林且典
- 劇本：加藤直樹、小林且典、高塚歩、桑田純、荒井貢一
- 音變：風水嵯峨
- 角色設計：岸上大策
- 原畫：岸上大策、山代朱美
- 演出：杉村洋一郎
- 插畫：久保武志、宮永幸一郎、石原健、今福慎一、吉岡加代、野田泰秀、杉村純子
- 背景：山頬裕之、江藤雅也
- 片頭：石原健
- 片尾：林崇尚
- 作画監督：宮永幸一郎
- 作画管理：大崎芳郎
- 封面設計：北原祥行
- 制作補佐：
- 製作人：宗清紀之

## 廣播劇CD
- 「久遠之絆 平安編」

音樂CD（2枚組）型番FGDC-001～2
2004年3月25日發售　価格3000円（含稅）
『久遠之絆』平安編（Ture Root）全編精簡而Drama CD化。
- 製作群
  - 原作：加藤直樹
  - 劇本：伊藤弘司
- 聲優
  - 安倍鷹久：天田真人
  - 螢：大本眞基子
  - 賀茂桐子：水橋香織
  - 泰子：久川綾
  - 賀茂光榮：植木誠
  - 賀茂保憲：稲葉実
  - 藤原道綱：立木文彦
  - 蘆屋道満：石井康嗣
  - 鷹久（幼年）：
  - 安倍晴明（幼年）：平井理子
  - 陰陽師等：坂野茂、曽根内匠、武田正憲、高橋珍念
  - 安倍晴明：

## 外部連結
- 株式會社FOG （页面存档备份，存于）
- 株式會社FOG@i-mode （页面存档备份，存于）
- PS版久遠之絆紹介 （页面存档备份，存于）
- DC、PS2版久遠之絆紹介 （页面存档备份，存于）
- 久遠之絆FAN SITE（页面存档备份，存于）